# Mogomnoré
Mogomnoré är en ort i Burkina Faso.   Den ligger i regionen Centre-Est, i den sydöstra delen av landet, 190 km sydost om huvudstaden Ouagadougou. Mogomnoré ligger 183 meter över havet och antalet invånare är 2 422.
Terrängen runt Mogomnoré är huvudsakligen platt. Mogomnoré ligger nere i en dal. Runt Mogomnoré är det ganska tätbefolkat, med 149 invånare per kvadratkilometer.. Mogomnoré är det största samhället i trakten.
Omgivningarna runt Mogomnoré är en mosaik av jordbruksmark och naturlig växtlighet.